# Marco Vendrame
Marco Vendrame (Portogruaro, 4 giugno 1977) è un allenatore di calcio ed ex calciatore italiano, che ricopre il ruolo di allenatore della associazione sportiva dilettanti Margine Coperta di Montecatini Terme.

## Carriera

### Giocatore
Cresciuto nelle giovanili di Portogruaro e Fiorentina, ha debuttato in Serie A con la squadra toscana nella stagione 1996-1997 prima di giocare in numerose squadre di Serie B, Serie C1 e Serie C2 dove ha vestito in ordine le maglie di Lucchese, Pistoiese, Lodigiani, Arezzo, Treviso, Ancona, Carrarese, Cesenatico, Castelfiorentino, CuoioCappiano e nuovamente Pistoiese. Nel dicembre 2010 rimane sempre in Provincia di Pistoia  accordandosi con il Quarrata, club all'epoca militante nel campionato di Eccellenza.

### Allenatore
Il 3 agosto 2011 si accorda con la società aretina O'Range Chimera Arezzo come giocatore e anche come allenatore della formazione Allievi Regionali. Nel giugno 2013 si trasferisce nel Floria 2000 di Firenze dove guiderà nella stagione 2013-2014 i Giovanissimi Regionali. Nel 2016 è all'Alta Vadlnievole, nel 2020 è alla Polisportiva Margine Coperta di Massa

## Palmarès

### Club

#### Competizioni nazionali
- Supercoppa italiana: 1

Fiorentina: 1996
- Campionato italiano Serie C1: 1

Pistoiese: 1998-1999
- Campionato italiano Serie C1: 1

Arezzo: 2003-2004
- Supercoppa di Lega di Serie C: 1

Arezzo: 2004

#### Competizioni giovanili
- Coppa Italia Primavera: 1

Fiorentina: 1995-1996